# Automóviles y Autoscooter Kapi

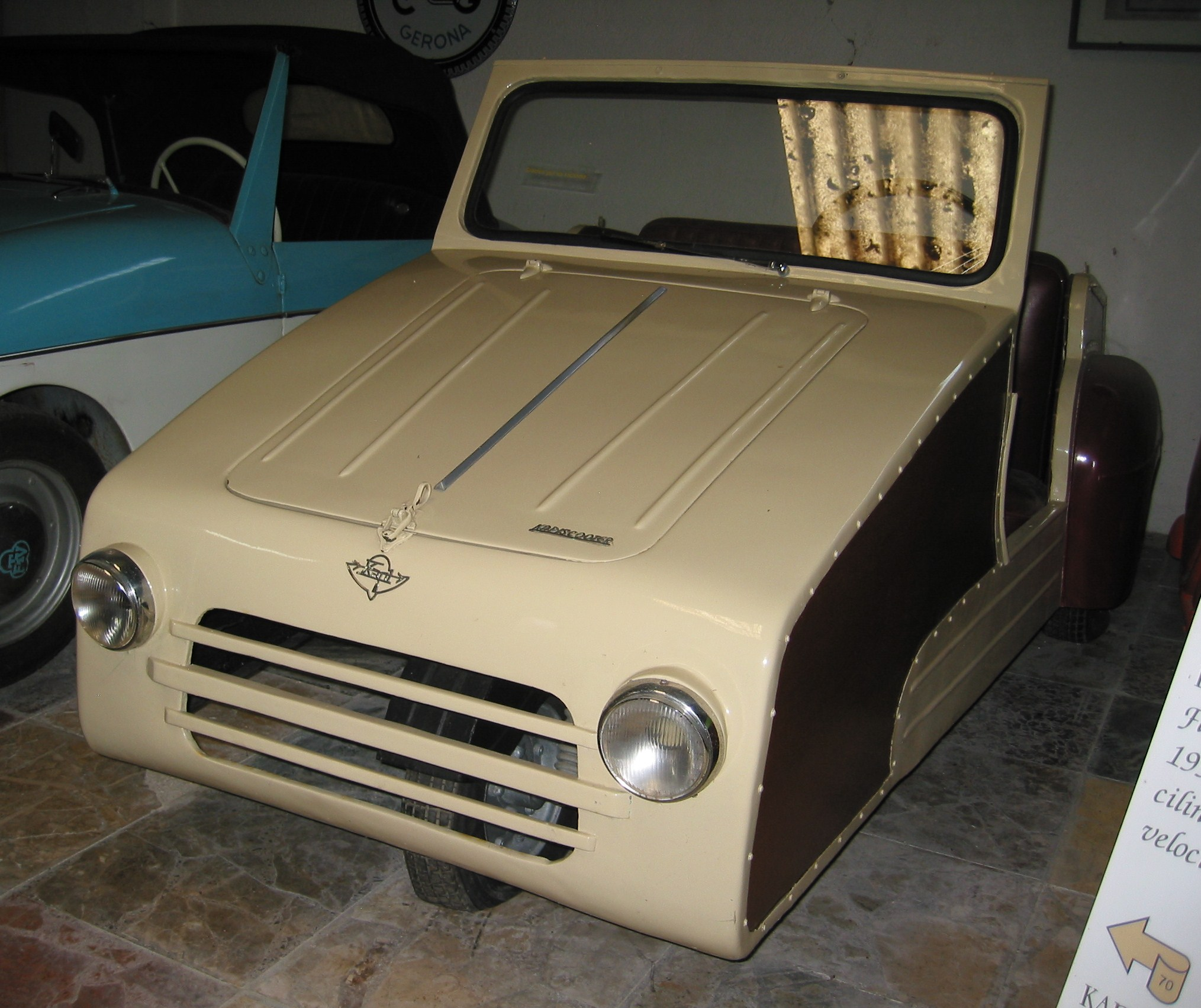
Kapi Kapiscooter von 1954

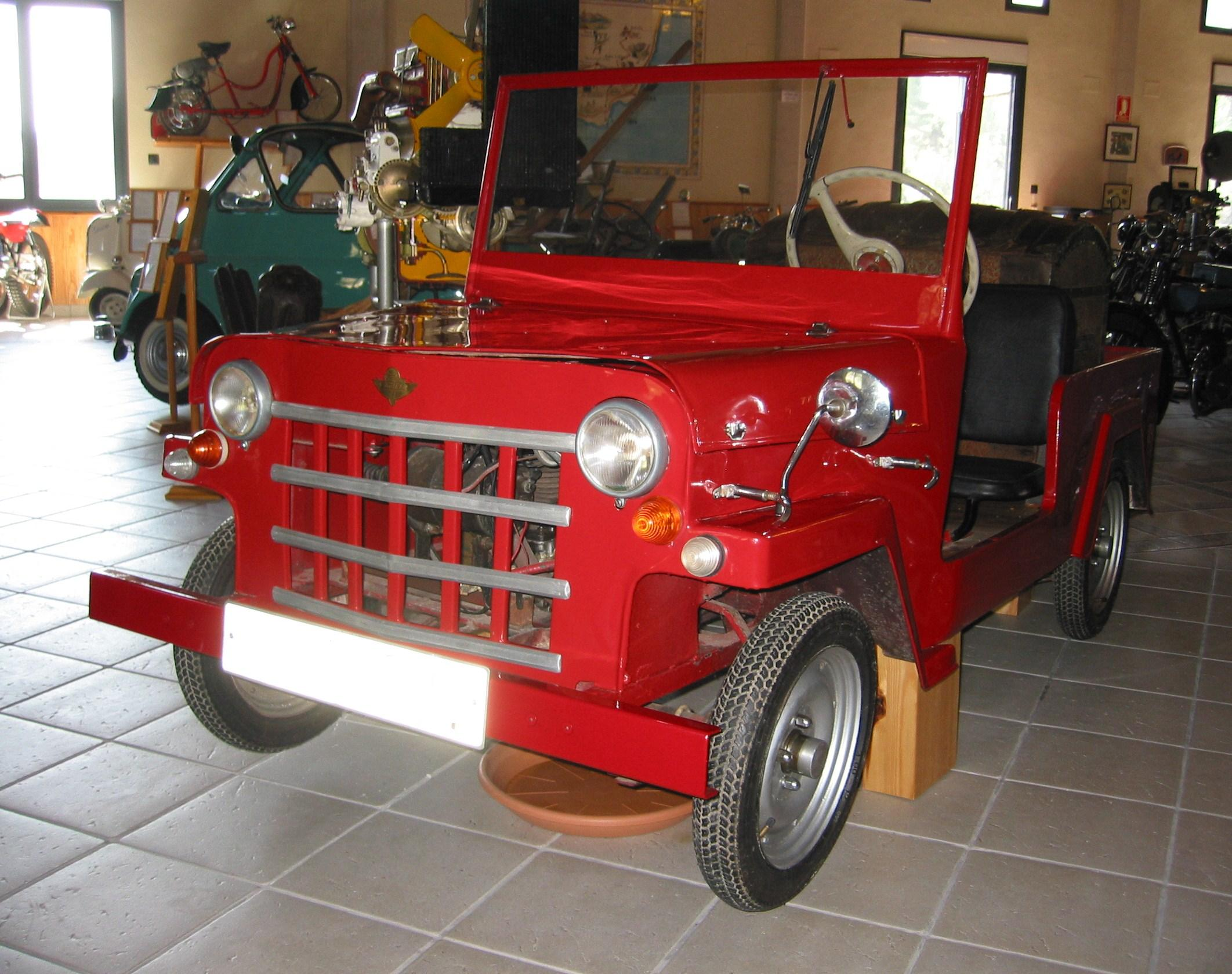
Kapi Jip von 1955–1956

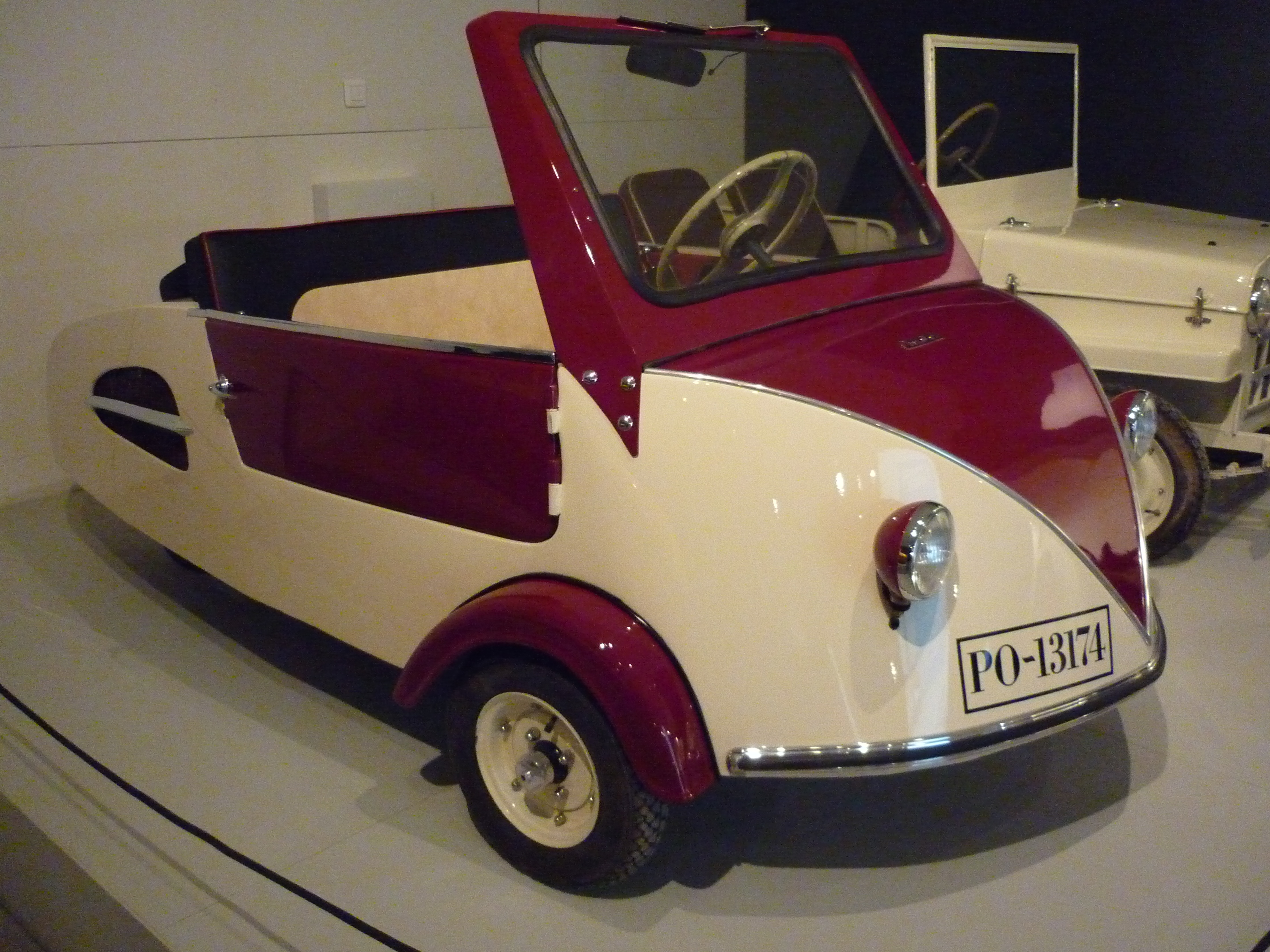
Kapi Chiqui von 1956

Automóviles y Autoscooter Kapi war ein spanischer Hersteller von Automobilen und Motorrädern.

## Unternehmensgeschichte
Federico Saldaña Ramos gründete 1950 das Unternehmen in Barcelona und begann mit der Produktion von Automobilen und Motorrädern. 1958 endete die Pkw-Produktion. Die Angaben zur Anzahl der hergestellten Automobile schwanken zwischen 70 und 300. Inklusive der Motorräder entstanden etwa 5500 Fahrzeuge.

## Automobile
Produziert wurden verschiedene Kleinstwagen, teilweise nur als Prototypen oder in geringen Mengen. Nur zwei Modelle erreichten nennenswerte Stückzahlen. Das eine Modell war der Kapiscooter, ein Dreirad, bei dem sich das einzelne Rad vorne befand. Der Motor war im Heck montiert und trieb das rechte Hinterrad an. Der Motor kam wahlweise von Montesa oder Hispano Villiers und verfügte über 125 cm³ bzw. 175 cm³ Hubraum. 1955 erschien das Modell Jip mit vier Rädern. Es ähnelte dem Jeep. Auch hier trieb ein Motor mit wahlweise 125 cm³ oder 175 cm³ Hubraum eines der beiden Hinterräder an.
Ein Kapiscooter ist im Automuseum Collecció d’Automòbils de Salvador Claret in Sils zu besichtigen und ein Jip im Museo-Colección de Vehículos Históricos in Guadalest.